# كاثرين آنا كانغ
كاثرين آنا كانغ (بالإنجليزية: Katherine Anna Kang)‏ هي مصممة ألعاب فيديو ‏ ومنتجة أفلام أمريكية، ولدت في 15 ديسمبر 1970.